# Бієліна (громада)
Бієліна (серб. Општина Бијељина, Град Бијељина) — боснійська громада, розташована в регіоні Бієліна Республіки Сербської. Адміністративним центром є місто Бієліна.